# Madali Cã
Maomé Ali Cã (Muhammad Ali Khan; em usbeque: Muhammad Alixon ou Modarihon), mais conhecido como Madali Cã  (Cocande, c. 1803–1810 – Cocande, 1842) foi cã do Canato de Cocande entre 1822 ou 1823 e 1842. Foi filho Maomé Omar Cã (Muhammad Umar Beg) e da sua esposa Mohlaroyim, mais conhecida como Nodira, o nome com que assinava os seus poemas. Devido a ser muito jovem quando sucedeu ao seu pai no trono, algumas fontes sugerem que nos primeiros anos do seu reinado a sua mãe foi regente de facto.
Entre as grandes construções erigidas durante o reinado de Madali estão uma grande madraça em Cocande, a Madraça Beglarbegui em Tasquente e o canal Cã Harique (Khan Harik) na região de Tasquente.

## Primeiros anos do reinado
Madali ascendeu ao trono após a morte do pai. Há duas versões para a causa da morte do pai — segundo algumas fontes, terá morrido após doença prolongada; segundo outras terá sido envenenado pelo irmã, igualmente chamado Maomé Ali, ou pelo filho Madali. Quando Madali subiu ao trono, vários familiares seus foram exilados, nomeadamente o seu irmão Mamude Sultão (Mahmud Sultan), que foi para Xacrisabez, onde casou com uma filha do governante local.
Nos primeiros tempos do seu reinado, Madali teve o apoio do emir de Bucara, Nasrulá ibne Haidar Tora (Nasr-Allah bin Haydar Tora), que chegou a nomeá-lo governador de Urmitã e de Cujanda. Pouco depois houve um desentendimento entre os dois governantes, devido possivelmente ao facto de Madali ter concedido asilo político a Omar Cã, irmão de Nasrulá. No entanto, esse desentendimento foi rapidamente sanado em 1825. Pouco tempo depois, Bucara tomou Jizaque, que aparentemente pertencia a Cocande.

## Campanhas militares na Casgária (Sinquião), Tajiquistão e norte do Afeganistão
Em 1826, Jaanguir Coja (Yehanghir Khoja ou {{lang|ar|Jihangyr Hodja), um descendente dos antigos governantes de Casgar, rebelou-se contra os chineses e, após ter sido derrotado, refugiou-se entre os quirguizes e depois em Cocande, onde foi praticamente prisioneiro de Madali. Mais tarde, Jahangir foi novamente para o território dos quirguizes e conseguiu o apoio destes contra os chineses. Irritado com a forma como os chineses tinham tratado os muçulmanos, Madali também marchou com um exército para Casgar. Após Jahangir Coja ter assegurado o controlo de Casgar, a cavalaria de Madali combateu por toda a Tartária chinesa e conquistou Iarcanda, Acsu e Cotã. Devido a estes feitos, Madali passou a ostentar o título de gazi ("combatente da causa de Alá").
Segundo Howorth, os êxitos militares de Madali causaram inveja a Jahangir Coja, que afastou as tropas de Cocande. Entretanto os chineses contra-atacaram em força e Jahangir retirou, mas foi capturado e enviado para Pequim para ser executado. Os chineses enviaram então um emissário a Cocande para negociar a paz, a qual foi acordada na condição do cã manter um representante em Casgar para supervisionar os assuntos religiosos muçulmanos localmente, ficar com parte das taxas de passagem, refrear os quirguizes e ajudar os chineses a manter a ordem na Tartária chinesa.
Em 1828 ou 1829, quando Murza Xamece (Murza Shems) vivia em Cocande, Iúçufe Coja (Yusuf Khoja), irmão de Jahangir, que também vivia em Cocande, pediu autorização e apoio a Madali para reconquistar a sua pátria. O cã ofereceu-lhe algumas túnicas reais e um contingente de 25 000 soldados, que ele próprio acompanhou até Ush. Vinte dias depois de deixarem Ush, as tropas chegaram a um dos postos fronteiriços chineses, defendido por uma guarnição de cerca de 150 homens, que atacaram durante algum tempo. Murza Xamece relata que quando os chineses concluíram que não tinham hipótese de resistirem, vestiram as suas melhores roupas, beberam muito vinho e depois fizeram explodir o paiol de pólvora. Quando os soldados de Cocande entraram no forte encontraram 50 ou 60 corpos carbonizados e inchados e outros que se tinham suicidado. Num poço encontraram 14 soldados chineses vivos, que prenderam e enviaram para Madali como troféus. As tropas de Cocande avançaram mais 15 verstas (16 km) e depararam com outro forte chinês, guarnecido por cerca de 500 homens, mas as encostas vizinhas estavam defendidas por um número consideravelmente superior de tropas. Conforme os relatos, nas imediações do forte estariam 7 800 ou 13 000 soldados chineses. Seguiram-se combates muito renhidos, que acabaram com a vitória das tropas de Cocande e com a maior parte dos chineses mortos em combate ou por suicídio.
O exército de Madali continuou depois a sua marcha até Mushi e Liangar, a aproximadamente 10 km de Casgar. Ali decorriam combates entre os cojas negros (partidários dos chineses) e os cojas brancos (partidários de Iúçufe). Este últimos receberam as tropas de Cocande jubilosamente, que entraram em Casgar ao som de trombetas e tambores. Ixaque Begue, líder dos cojas negros, retirou com os seus apoiantes para outro forte chinês, aparentemente chamado Gul bagh, que era guarnecido por cerca de 1 300 homens. Este forte foi assediado pelas tropas de Cocande, enquanto que Iúçufe se dirigiu para Yangi Hissar, a cerca de 160 km de distância, e depois para Iarcanda, deixando o filho em Casgar à guarda de Murza Xamece.
Quatro meses depois, soube-se que os chineses tinham enviado um exército de cem mil soldados que já tinha chegado a Faizabade (Paizauate ou Payzawat). Murza Xamece apressou-se a empacotar os seus pertences em 60 caixas e preparou-se para partir, mas a sua bagagem foi pilhada pelos cojas negros. As tropas de Cocande retiraram-se rapidamente, no que foram acompanhadas por uma grande multidão de habitantes de Casgar que eram apoiantes do cojas brancos. Segundo alguns relatos, estes refugiados seriam 12 mil, segundo outros entre 50 e 60 mil. Entre os refugiados havia muitas mulheres e crianças, muitos deles iam a pé e como estava muito frio, muitos morreram pelo caminho. Iúçufe morreu em Cocande cerca de cinco meses depois. Os refugiados de Casgar foram instalados no vale do Sir Dária a jusante de Cujanda e na cidade de Shehri Khana, que tinha sido construída pelo pai de Madali, Maomé Omar Cã.
Em 1831 foi assinado um tratado entre a China e o Canato de Cocande, nos termos do qual este último receberia taxas alfandegárias de todos os bens importados por Acsu, Ush, Turfã, Casgar, Yangi Hissar, Iarcanda e Cotã, era autorizado a manter aksakals (líderes locais) nessas cidades para cobrar as taxas e proteger os muçulmanos. Por sua vez, o cã comprometia-se a manter os cojas nos seus domínios e puni-los caso tentassem fugir.
Depois das campanhas em Sinquião, Madali conquistou Carateguim (vale de Raste [Rasht], atualmente no centro do Tajiquistão) e forçou Kulab, Shugnan (atualmente uma região na fronteira entre o Tajiquistão e o Afeganistão), Darqwaz,  Uratepe (atual Istarawshan, no Tajiquistão) e muitas outras cidades a reconhecerem a sua autoridade. Isso é descrito numa carta enviada para a Rússia pelo qush-begi (literalmente: "chefe dos pássaros" ou comandante dos falcoeiros) de Tasquente.

## Contactos com o Império Russo
Sensivelmente na mesma altura em que ocorreram as campanhas na Casgária, intensificaram-se os contactos com Império Russo, vizinho do Canato de Cocande a norte. Dado o elevado número de cazaques que eram nominalmente súbditos de Cocande, as fronteiras entre o canato e o Império Russo eram difusas. Em 1827 ou 1828, os russos enviaram de Oremburgo uma delegação a Cocande para fixar as fronteiras, que levaram presentes do czar para o cã, que incluíam espelhos de grandes dimensões, um relógio musical, espingardas e pistolas. Ficou acordado que o rio Koksu passaria a constituir a fronteira, ficando a Rússia com os territórios a norte e o Canato de Cocande com os territórios a sul. Após o acordo, foram também colocados alguns marcos fronteiriços, mas pouco tempo depois os russos tinham construído vários fortes a sul do rio. Madali enviou então uma delegação a São Petersburgo com presentes para o czar Nicolau I, que incluíam um elefante e vários escravos chineses. 

## Participação no Grande Jogo
Em 1840, Madali recebeu o capitão britânico Arthur Conolly, um dos protagonistas no terreno do Grande Jogo, que foi enviado para a Ásia Central com a missão de tentar unir os canatos usbeques contra a Rússia. Segundo Howorth, Conolly foi muito bem recebido, para o que devem ter contribuído os seus presentes, que distribuiu generosamente tanto ao cã como a muitos oficiais de todos os níveis. Entretanto, no entender de Howorth, a simpatia de Madali por Conolly não foi do agrado do emir de Bucara, Nasrulá ibne Haidar Tora (Nasr-Allah bin Haydar Tora; r. 1827–1860) e foi uma das razões para ele entrar novamente em guerra com Cocande. Indo contra os conselhos dos seus amigos em Cocande, Conolly foi encontrar-se com Nasrulá em Jizaque onde, apesar de ter sido recebido friamente, conseguiu que se chegasse a um acordo de paz. Conolly seguiu depois para Bucara, onde o coronel britânico Charles Stoddart estava preso desde 1838; os dois acabaram executados por Nasrulá em 1842.

## Conspirações apoiadas pelo Canato de Bucara e morte
Em 1840, Madali Cã, até aí um guerreiro destemido e vigoroso, tinha-se tornado um líder fraco e libertino, devido, diz-se, aos remorsos por ter mandado executar Haque Culi (Hak Kuli), que lhe tinha dado muitos conselhos valiosos. O seu governo autoritário também o tornou impopular e, segundo algumas fontes, devido a isso abdicou em 1841 a favor do seu irmão Mamude Sultão (Mahmud Sultan) mas a situação política não melhorou e conduziu a uma conspiração contra ele, liderada pelo Kushbegi Leshker de Tasquente, o cazi (kazi, cádi) Caliã, o comandante do exército Issa Coja (Isa Khoja) e outros. Os conspiradores decidiram derrubar Madali e colocar no trono um dos sobrinhos do cã Narbuta Bei, Xir Ali (Sher Ali ou Sheralixon), ou Murade Begue, filho de Alim Cã. Este último tinha vivido muitos anos com os quipechaques.
Outras fontes relatam uma versão ligeiramente diferente, embora eventualmente compatível: ao perceber a sua impopularidade e a instabilidade da sua situação, Madali teria procurado o apoio dos russos. Para tal, em 1842 enviou um embaixador a São Petersburgo com uma carta para o czar Nicolau I, que respondeu diplomaticamente prometendo ir ter em consideração os pedidos feitos, que incluíam autorização para súbditos do canato atravessarem territórios russos para irem a Meca, mercadores de Tasquente irem à Sibéria, mas nada de concreto foi adiantado. Quando o embaixador de Cocande chegou a Semipalantinsk (atual Semei, no Cazaquistão oriental), soube que o seu país estava em novamente em guerra civil.
Eugene Schuyler relata um episódio omisso noutras fontes que teria precedido a conspiração interna em Cocande: uma carta enviada pelo emir de Bucara, Nasrulá ibne Haidar Tora, a Madali, repreendendo-o pela vida devassa que levava e acusando-o de violar a lei muçulmana por ter casado com duas irmãs e com uma madrasta, uma das viúvas de Omar Cã. Madali ficou de tal forma enraivecido que mandou prender os mensageiros, rapar-lhes metade da cabelo e da barba e ordenou que se organizasse imediatamente uma campanha militar. No entanto, foi abandonado pelo exército e só se conseguiu salvar porque fugiu. As tropas dispersaram sem terem combatido e a guerra acabou antes de ter começado.
Os conspiradores enviaram um emissário ao emir de Bucara, Nasrulá ibne Haidar Tora, com um pedido de apoio. Apesar da sua vontade ser atender o pedido, Nasrulá estranhou a ousadia do pedido e desconfiou que pudesse haver motivações obscuras por detrás dele, pelo que nada fez até receber um segundo pedido. Em abril de 1842, Bucara enviou um exército de 18 000 homens que acampou a um par de dezenas de quilómetros de Cocande. Amedrontado pela demonstração de força, Madali enviou o seu filho Maomé Amim, o Kushbegi Leshker e o cádi Caliã para negociarem um acordo, que incluía o reconhecimento da suserania de Nasrulá sobre Cocande e a inclusão do nome de Nasrulá no Khutbeth e nas moedas de Kkand. Os emissários foram recebidos amigavelmente e dois deles foram voltaram a Cocande, mas o Kushbegi Leshker ficou detido e, numa audiência privada com o emir, comunicou a este que os líderes do canato e o povo estavam na disposição de se renderem.
Nasrulá chamou então Madali à sua presença, mas este receou fazê-lo e não teve qualquer apoio dos seus conselheiros. Pouco depois apercebeu-se de quanto impopular se tinha tornado e após juntar os seus pertences em cem arabas pôs-se em fuga para Namangã com uma escolta de apenas mil soldados. Os nobres convidaram então Nasrulá para entrar em Cocande, o que este fez com pompa. Considerando que era preferível ser receado do que amado e que espalhando o terror impressionaria os estados vizinhos, Nasrulá mandou saquear a cidade durante quatro horas. Durante o saque foram roubados livros aos mulás e a violência atingiu inclusivamente mulheres e crianças. No dia seguinte o saque foi revendido à população, exceto o ouro, prata e outros bens valiosos, que foram para o tesouro do emir. Em seguida, este ordenou que Madali fosse encontrado. Vasili Pshenichnikov, um russo que assistiu aos eventos, relatou que depois da captura de Cocande a cidade e as aldeias vizinhas foram saqueadas pela cavalaria de Bucara e o palácio do cã foi dado a gente de Sarbaz, que rapidamente se apossou de 16 baús de roupa e de 30 das esposas do cã.
A escolta de Madali foi gradualmente desertando e acabou por ficar reduzida a três homens, pelo que o cã decidiu que o melhor a fazer era voltar a Cocande e pedir clemência a Nasrulá. Assim que chegou à cidade com a sua mãe, irmão, esposas e filhos foi cercado e capturado. O seu harém foi levado para Bucara em 40 arabas e Nasrulá convocou um grande conselho para julgar Madali, onde anunciou que tinha intenção de matar o cã deposto, apropriar-se do canato e nele colocar um governador, o que deixou os nobres conspiradores desiludidos. O Kushbegi Leshker, o cádi Caliã e um nobre de nome Erdineh manifestaram a sua discordância e imploraram ao emir que colocasse no governo de Cocande um prícipe da família de Narbuta Bei, o que não agradou a Nasrulá. Este deu sinal ao seu subordinado, o cádi de Bucara Caliã, que argumentou perante o conselho que Madali era um criminoso por ter casado com uma das viúvas do seu pai Omar Cã e merecia ser executado juntamente com a sua família. Nasrulá apoiou este ponto de vista e Madali, a sua mãe Nodira, irmão e o seu filho mais velho Maomé Amim foram levados para a sala do conselho e ali mesmo executados na presença da assembleia.
Ao que parece, houve ainda mais um filho de Madali, Mozafaradim, que foi morto a mando de Nasrulá. Um terceiro filho, doutra esposa chamada Axula, foi morto em 1866 ou 1867 por Maomé Cudaiar Cã perto de Chusta (Chust).
A vitória de Nasrulá foi anunciada nas cidades do seu império e o governo do canato foi entregue a um oficial de Nasrulá, Ibraim Datkha (ou Ibrahim-Dadhoh ou Ibrahim Dad-khwah), antigo governador de Samarcanda. Porém, o triunfo de Bucara seria breve. Cerca de três meses depois da tomada de Cocande, estalou uma insurreição que virou o rumo dos acontecimentos, motivada pela opressão imposta por Ibraim Datkha, que cobrava um quarto da produção em impostos, além dos tributos pagos diretamente a Bucara. Os insurretos enviaram um emissário aos quipechaques para pedirem ajuda e colocarem Xir Ali no trono de Cocande. Após algumas hesitações, os quipechaques acederam ao pedido e quando as suas tropas se aproximavam de Cocande, a população da cidade atacou a guarnição dos ocupantes, que foi praticamente toda dizimada. Ibraim Datkha escapou por um triz e Xir Ali foi rapidamente proclamado cã de Cocande.